# Tado
 I Tado (o anche Emberá-Tado) sono un gruppo etnico della Colombia, con una popolazione stimata di circa 1000 persone. Questo gruppo etnico è per la maggior parte di fede cristiana e parla la lingua Embera-tado (codice ISO 639: TDC).
Vivono nei pressi del fiume San Juan e nel Dipartimento di Risaralda.